# Cyrtandra cephalophora
Cyrtandra cephalophora är en tvåhjärtbladig växtart som beskrevs av John Wynn Gillespie. Cyrtandra cephalophora ingår i släktet Cyrtandra och familjen Gesneriaceae. Inga underarter finns listade i Catalogue of Life.